# Das Schwarze Schaf (Kabarettpreis)
Der Niederrheinische Kabarettpreis Das Schwarze Schaf ist ein Nachwuchspreis für politisch-gesellschaftskritisches Kabarett, der von dem Kabarettisten Hanns Dieter Hüsch im Jahre 1999 ins Leben gerufen wurde. Ziel des Preises ist es, talentierten Kabarettisten Starthilfe zu geben, die am Beginn ihrer Karriere stehen. Alle zwei Jahre ruft der renommierte Wettbewerb vom 1. Mai bis 15. September Künstlerinnen und Künstler des deutschsprachigen Kabaretts zur Teilnahme auf. Ob in der Gruppe oder mit einem Soloprogramm – bewerben konnten sich alle, die am Anfang ihrer kabarettistischen Laufbahn stehen, nur eigene Texte verwenden und politisch-gesellschaftskritisches Wortkabarett anbieten.

## Die Vorrunden und das Finale
Aus den eingegangenen Bewerbungen werden 12 Einzelkünstler oder Gruppen durch eine Zulassungsjury für die Vorrunden des Wettbewerbs ausgewählt. Die zwölf Nominierten werden zu acht öffentlichen Vorentscheidungen in die Partnerstädte Wesel, Krefeld, Emmerich und Moers eingeladen und stellen sich dem Votum des Publikums, das über den Einzug ins Finale entscheidet. In jeder der Städte treten an zwei Abenden jeweils sechs Kandidaten auf und stellen einen 15-minütigen Ausschnitt aus ihrem aktuellen Programm vor, jeder Künstler tritt in jeder Stadt einmal auf. Das Publikum wählt pro Abend seinen Favoriten, und die beliebtesten fünf, bzw. sechs Künstler aller Vorrunden ziehen in das Finale ein. Die Endausscheidung mit anschließender Preisverleihung findet im Theater am Marientor in Duisburg statt. Aus den sechs Darbietungen der Finalisten ermittelt die Jury den Gewinner des Wettbewerbs – das Schwarze Schaf – und die weiteren Preisträger.
Der Gewinner erhält 6.000 Euro und eine schwarze Schaf-Skulptur des Rheinberger Aktionskünstlers Rainer Bonk, von dem auch das sonst identische Blauschaf stammt. Außerdem zeigt er sein komplettes Programm am Tag nach der Preisverleihung im Kleinkunsttheater Die Säule. Die Plätze zwei und drei sind mit 4.000 beziehungsweise 2.000 Euro dotiert.

## Die Jury
In der Jury saßen 2016 neben Mirja Boes, die Leiterin des Kleinkunsttheaters „Die Säule“, Martina Linn-Naumann, Hartmut Krause vom WDR, Nikolaus Schneider und Volker Weininger, der Preisträger von 2014.

## Preisträger
Folgende Künstler erhielten seit 1999 den Kabarettpreis:
| Jahr | 1. Platz           | 2. Platz               | 3. Platz         |
| ---- | ------------------ | ---------------------- | ---------------- |
| 1999 | Matthias Brodowy   | Pappenheim Peepshow    | Frederic Hormuth |
| 2001 | Bodo Wartke        | HG. Butzko             | Martin Herrmann  |
| 2003 | K.W. Timm          | Thomas Schreckenberger | Ludger K.        |
| 2005 | Thomas Wittmann    | Klaus Wührl            | Matze Schenk     |
| 2008 | Lothar Bölck       | Ludger K.              | Uli Masuth       |
| 2010 | Nils Heinrich      | Joachim Zawischa       | Michael Sens     |
| 2012 | Stefan Waghubinger | Thomas Schreckenberger | Michael Feindler |
| 2014 | Volker Weininger   | René Sydow             | Simon & Jan      |
| 2016 | Sebastian Nitsch   | Christoph Tiemann      | Kai Spitzl       |
| 2018 | Salim Samatou      | Mike & Aydin           | Artem Zolotarov  |
| 2021 | Florian Hacke      | Beier & Hang           | Peter Fischer    |

2020 fiel der Wettbewerb im Zuge der Coronakrise aus und wurde auf Anfang 2021 verschoben.